# Pimpinella tenuifolia
Pimpinella tenuifolia är en flockblommig växtart som beskrevs av Schwägr., Körte och Ernst Gottlieb von Steudel. Pimpinella tenuifolia ingår i släktet bockrötter, och familjen flockblommiga växter. Inga underarter finns listade i Catalogue of Life.